# Æresdivisionen 2016-17 (kvinder)
Æresdivisionen 2016-17 er den syvende sæson af kvindernes bedste fodboldrække i Holland. Achilles '29 tilmeldte et nyt hold til ligaen for 2016–17 sæsonen. Twente var forsvarende mestre. Ajax vandt ligaen, Twente blev nummer to og PSV Eindhoven blev nummer tre.

## Hold
| Hold          | Hjemby     | Hjemmebane             | Kapacitet |
| ------------- | ---------- | ---------------------- | --------- |
| Achilles '29  | Groesbeek  | Sportpark De Heikant   | 4.500     |
| ADO Den Haag  | Den Haag   | Kyocera Stadion        | 15.000    |
| AFC Ajax      | Amsterdam  | Sportpark De Toekomst  | 2.000     |
| SC Heerenveen | Heerenveen | Sportpark Skoatterwâld | 3.000     |
| PSV Eindhoven | Eindhoven  | Jan Louwers Stadion    | 4.600     |
| Telstar       | Velsen     | TATA Steel Stadion     | 3.625     |
| FC Twente     | Enschede   | De Grolsch Veste       | 30.205    |
| PEC Zwolle    | Zwolle     | IJsseldelta Stadion    | 12.500    |

### Stillingen
| Pos | Hold          | K  | V  | U | T  | M+ | M- | MF  | P  | Kvalifikation eller nedrykning         |
| --- | ------------- | -- | -- | - | -- | -- | -- | --- | -- | -------------------------------------- |
| 1   | Ajax          | 21 | 17 | 3 | 1  | 49 | 11 | +38 | 54 | Kvalifikation til Mesterskabs play-off |
| 2   | Twente        | 21 | 13 | 4 | 4  | 62 | 25 | +37 | 43 | Kvalifikation til Mesterskabs play-off |
| 3   | PSV Eindhoven | 21 | 12 | 3 | 6  | 56 | 26 | +30 | 39 | Kvalifikation til Mesterskabs play-off |
| 4   | ADO           | 21 | 12 | 3 | 6  | 43 | 35 | +8  | 39 | Kvalifikation til Mesterskabs play-off |
| 5   | Telstar       | 21 | 6  | 4 | 11 | 42 | 52 | −10 | 22 | Kvalifikation til placerings play-off  |
| 6   | Heerenveen    | 21 | 5  | 3 | 13 | 32 | 47 | −15 | 18 | Kvalifikation til placerings play-off  |
| 7   | Achilles '29  | 21 | 5  | 1 | 15 | 21 | 68 | −47 | 16 | Kvalifikation til placerings play-off  |
| 8   | Zwolle        | 21 | 2  | 3 | 16 | 24 | 65 | −41 | 9  | Kvalifikation til placerings play-off  |

## Play-offs

### Mesterskab
Top-fire blev afgjort efter 18. spillerunde. Points fra den indledende turnering blev halveret.

| Pos | Hold          | K | V | U | T | M+ | M- | MF | P  | Kvalifikation eller nedrykning        |
| --- | ------------- | - | - | - | - | -- | -- | -- | -- | ------------------------------------- |
| 1   | Ajax          | 6 | 4 | 2 | 0 | 8  | 3  | +5 | 41 | UEFA Women's Champions League 2017-18 |
| 2   | Twente        | 6 | 4 | 2 | 0 | 12 | 4  | +8 | 36 |                                       |
| 3   | PSV Eindhoven | 6 | 1 | 0 | 5 | 4  | 8  | −4 | 23 |                                       |
| 4   | ADO           | 6 | 1 | 0 | 5 | 4  | 13 | −9 | 23 |                                       |

### Resultater
| Hjemme \ Ude[1] | ADO | AJX | PSV | TWE |
| ADO Den Haag    |     | 0–1 | 2–1 | 1–2 |
| Ajax            | 2–1 |     | 1–0 | 1–1 |
| PSV/FCE         | 2–0 | 0–2 |     | 0–1 |
| Twente          | 5–0 | 1–1 | 2–1 |     |

Kilde: soccerway.com
1 ^Hjemmeholdet er placeret i venstre kolonne.
Farver: Blå = hjemmesejr; Gul = uafgjort; Rød = udesejr.

### Placeringer
De fire nederst placerede hold blev afgjort efter 18. kampdag. Points fra den indledende turnering blev halveret.

| Pos | Hold         | K | V | U | T | M+ | M- | MF | P  |
| --- | ------------ | - | - | - | - | -- | -- | -- | -- |
| 1   | Telstar      | 6 | 5 | 0 | 1 | 19 | 13 | +6 | 26 |
| 2   | Heerenveen   | 6 | 4 | 0 | 2 | 21 | 13 | +8 | 21 |
| 3   | Achilles '29 | 6 | 2 | 0 | 4 | 8  | 16 | −8 | 14 |
| 4   | Zwolle       | 6 | 1 | 0 | 5 | 11 | 17 | −6 | 8  |

### Resultater
| Hjemme \ Ude[1] | ACH | HEE | TEL | ZWO |
| Achilles '29    |     | 1–3 | 3–0 | 2–1 |
| Heerenveen      | 5–0 |     | 2–5 | 5–1 |
| Telstar         | 4–1 | 4–3 |     | 4–3 |
| PEC Zwolle      | 3–1 | 2–3 | 1–2 |     |

Kilde: soccerway.com
1 ^Hjemmeholdet er placeret i venstre kolonne.
Farver: Blå = hjemmesejr; Gul = uafgjort; Rød = udesejr.